# 191 Kolga
191 Kolga este un asteroid din centura principală, descoperit pe 30 septembrie 1878, de Christian Peters.